# Al-Masara
Al-Masara, en arabe : المعصرة, est un village du gouvernorat de Bethléem en Palestine, situé à 6,2 km au sud-ouest de Bethléem, en Cisjordanie.
Selon le recensement du bureau central palestinien des statistiques, la localité compte une population de 1 085 habitants en 2017.